# A Thousand Suns
A Thousand Suns는 미국 록 밴드 린킨 파크가 발매한 4번째 정규 음반이다. 2010년 9월 14일에 발매되었다. 프로듀서는 전작 2007년에 발매한 Minutes to Midnight에 이어 릭 루빈과 마이크 시노다가 맡았다. 첫 번째 싱글은 "The Catalyst"이며 2010년 8월 2일에 공개되었다. 현재 음반을 발매하고 어 사우전드 선즈 월드 투어를 전개하고 있다.
A Thousand Suns는 핵 전쟁에 대한 인류의 두려움을 다루고 있는 컨셉 음반이다. MTV를 통해 마이크 시노다는 “음반의 컨셉은 ‘첨단 기술에 대한 인류의 생각과 두려움’, 특히 ‘세상에 무슨 일이 일어나는지에 대한 두려움’을 섞은 컨셉의 음악이다”고 밝혔다. 음반의 제목은 힌두 산스크리트 성서인 바가바드 기타에서 “수 천개의 태양의 빛이 하늘에서 일시에 폭발한다면, 이는 전능한 자의 빛과 같으리라”("If the radiance of a thousand suns were to burst at once into the sky, that would be like the splendor of the mighty one") 라는 구절에서 따왔다. 또한 로버트 오펜하이머가 핵무기에 대해 인용한 명언이기도 하다.
음반은 상업적으로는 성공하였으나, 발매 후 상반된 평가를 받았다.

## 수록곡
전체 작사·작곡: 린킨 파크
| #   | 제목                                                            | 재생 시간 |
| --- | --------------------------------------------------------------- | --------- |
| 1.  | 〈The Requiem〉                                                 | 2:01      |
| 2.  | 〈The Radiance〉 (로버트 오펜하이머의 연설 인용)                | 0:57      |
| 3.  | 〈Burning in the Skies〉                                        | 4:13      |
| 4.  | 〈Empty Spaces〉                                                | 0:18      |
| 5.  | 〈When They Come for Me〉                                       | 4:53      |
| 6.  | 〈Robot Boy〉                                                   | 4:29      |
| 7.  | 〈Jornada del Muerto〉                                          | 1:34      |
| 8.  | 〈Waiting for the End〉                                         | 3:51      |
| 9.  | 〈Blackout〉                                                    | 4:39      |
| 10. | 〈Wretches and Kings〉 (마리오 새비오의 연설 인용)              | 4:10      |
| 11. | 〈Wisdom, Justice, and Love〉 (마틴 루서 킹 주니어의 연설 인용) | 1:38      |
| 12. | 〈Iridescent〉                                                  | 4:56      |
| 13. | 〈Fallout〉                                                     | 1:23      |
| 14. | 〈The Catalyst〉                                                | 5:42      |
| 15. | 〈The Messenger〉                                               | 3:01      |